# 首藤今四郎
首藤 今四郎（すとう いましろう、1886年〈明治19年〉4月 -  1970年〈昭和45年〉）は、日本の政治家。大分県日田市長。

## 経歴
大分県大分郡戸次町（現在の大分市）出身。別府警察署長、宇佐郡長などを歴任する。1928年〈昭和3年〉日田郡日田町長に就任。その後、大分県会議員となる。県議在任中の1940年〈昭和15年〉日田市が発足、翌1941年〈昭和16年〉3月に初代日田市長に就任した。市長就任時は国全体が戦時体制に突入しようとしている時期であり、国家は軍事優先となる方向で、軍事関係以外の不急事業は抑制され、新たに発足した日田市建設の理想実現は困難だった。市政運営の基本には合併した旧町村の円満な融合であり、産業の振興、道路や橋梁の修復、学校の建設などにおいても、その効果が市中心部だけでなく、市全体に行き届くことを念頭に置いた。市長は就任から4年後の1945年〈昭和20年〉に退任した。戦後、公職追放となった。